# Seven Chalices
Seven Chalices — дебютный студийный альбом испанской блэк-дэт-метал-группы Teitanblood, выпущенный 27 марта 2009 года на лейбле Norma Evangelium Diaboli.

## Отзывы критиков
Альбом получил положительные отзывы от музыкальных критиков. Рецензент Blabbermouth назвал альбом «воплощённым злом». Автор рецензии для metal.de пишет: «атмосфера чёрной магии, которую неустанно создаёт Seven Chalices, делает его одним из самых уникальных блэк-дэт-метал-альбомов года».

## Список композиций
| №                   | Название                               | Длительность |
| ------------------- | -------------------------------------- | ------------ |
| 1.                  | «Whore Mass»                           | 3:10         |
| 2.                  | «Domains Of Darkness And Ancient Evil» | 6:36         |
| 3.                  | «عين إبليس»                            | 1:55         |
| 4.                  | «Morbid Devil Of Pestilence»           | 6:50         |
| 5.                  | «𐎑𐎛𐎗𐎎𐎟𐎄𐎀𐎗𐎛𐎎»                           | 3:32         |
| 6.                  | «Infernal Dance Of The Wicked»         | 4:51         |
| 7.                  | «वामाचार»                                 | 2:01         |
| 8.                  | «Seven Chalices Of Vomit And Blood»    | 5:53         |
| 9.                  | «Qliphotic Necromancy»                 | 2:31         |
| 10.                 | «The Abomination Of Desolation»        | 12:10        |
| 11.                 | «The Origin Of Death»                  | 9:26         |
| Общая длительность: | Общая длительность:                    | 58:40        |

## Участники записи
- NSK — гитара, бас, вокал
- J — ударные